# Sphaerospora dicentrarchi
Sphaerospora dicentrarchi is een microscopische parasiet uit de familie Sphaerosporidae. Sphaerospora dicentrarchi werd in 1992 beschreven door Sitjà-Bobadilla & Alvarez-Pellitero. 